# Lotta Svärds sten
Lotta Svärds sten (finska: Lotta Svärdin kivi) är ett flyttblock i Finland. Det ligger i anslutning till slagfältet vid Oravais i den ekonomiska regionen  Vasa  och landskapet Österbotten, i den västra delen av landet, 400 km norr om huvudstaden Helsingfors. Det var här som Lotta Svärd, enligt Runeberg, reste sitt tält den 14 september 1808 under slaget vid Oravais där hon sålde förnödenheter till soldaterna på slagfältet.  